# Pedro Félix Vicuña

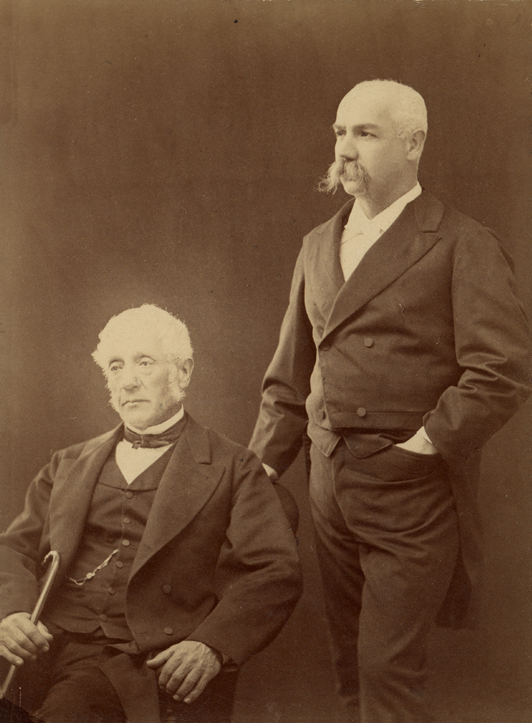
Pedro Félix Vicuña, junto a su hijo Benjamín Vicuña Mackenna.

Pedro Félix Vicuña Aguirre (Santiago, 21 de febrero de 1805 - Santiago, 24 de mayo de 1874) fue un intelectual, periodista y político pipiolo chileno. Es reconocido por ser el fundador del diario El Mercurio de Valparaíso en 1827, el más antiguo de Chile actualmente en circulación.
Fue diputado y senador en diversos períodos. Destacó como un opositor al régimen establecido por Diego Portales, tanto mediante prensa clandestina como con acciones políticas. Es autor de numerosas obras, siendo la más destacada "El porvenir del hombre o relación íntima entre la justa apreciación del trabajo y la democracia" (1858).

## Primeros años de vida
Su padre fue Francisco Ramón Vicuña Larraín —exparlamentario, expresidente del Senado, exministro y exvicepresidente de la República, en diversas oportunidades— y su madre Mariana de Aguirre y Boza. Recibió una excelente educación. Mostró desde joven interés por las letras, en especial por el periodismo.

### Matrimonio e hijos
Se casó en 1826 con Carmen Mackenna Vicuña, hija del general Juan Mackenna O´Reilly, con quien tuvo trece hijos (uno de ellos sería Benjamín Vicuña Mackenna).

## Vida pública
En 1825 se trasladó desde Santiago a Valparaíso, donde compró una imprenta a la que llamó «El Comercio». Su primer proyecto periodístico fue El Telégrafo Mercantil y Político, fundado el 3 de octubre de 1826, del cual se publicaron 89 números. Apenas con veintiún años, luego de haber estudiado humanidades y comercio, fundó en 1827, junto con Thomas Wells e Ignacio Silva, El Mercurio de Valparaíso. El Mercurio empezó a ser publicado diariamente a partir de 1829; hasta entonces solo aparecía los miércoles y sábados. Ese mismo año, Pedro Félix Vicuña vendió su participación en el diario y se trasladó a Santiago.
En 1829 es electo diputado por la ciudad de Quillota, mismo año en que es nombrado elector de Presidente, en que ratifica su apoyo al General Francisco Antonio Pinto, y en que integra una comisión encargada de formar un banco de la república.
En Santiago trabajó como redactor del periódico La Ley y La Justicia. También participó en El Censor (1830) y la revista Paz perpetua a los chilenos (1836). En virtud de las ideas expresadas en esta última publicación, se ganó la enemistad del ministro Diego Portales. Vicuña se consideraba un liberal revolucionario; en 1831 fue elegido diputado por La Serena, siendo, sin embargo, anulada su elección por la cámara de diputados, mayoritariamente conservadora. Ese mismo año nació su hijo Benjamín Vicuña Mackenna.
En 1845 participa junto con Manuel Bilbao y José Victorino Lastarria en la creación de un club opositor denominado la Sociedad Demócrata y en su versión más popular, la Sociedad Caupolicán. Fue desterrado del país y se estableció en Perú, a propósito de la publicación de "El Republicano" (1845) en apoyo a la candidatura de Ramón Freire y su fallido intento de organizar un partido de oposición junto con el coronel Pedro Godoy. Durante este período, escribió el libro "Ocho meses de destierro o cartas sobre el Perú". 
En 1850 refunda el periódico “La Reforma”, apoyando las candidatura de Ramón Errázuriz y General José María de la Cruz contra el candidato oficialista Manuel Montt. Acusado del levantamiento de un batallón en Valparaíso, Pedro Félix Vicuña se ve obligado a huir oculto en un buque mercante inglés con rumbo a Concepción. Desde esta ciudad apoyó la Revolución de 1851, siendo nombrado intendente de Concepción durante el levantamiento. La derrota del General Cruz fuerza a Vicuña nuevamente a la clandestinidad, período en que escribió su obra magna  "El porvenir del hombre o relación íntima entre la justa apreciación del trabajo y la democracia", que será publicada finalmente en 1858.
Vuelve a la política en sus últimos años de vida, obteniendo la diputación por La Serena y Ovalle en 1864 y 1867, respectivamente. En el ejercicio de esta última, presentó el proyecto de ley de abolición de la prisión por deudas, posteriormente aprobado por el congreso. En 1871 resultó elegido senador, pero sus funciones se vieron afectadas por múltiples enfermedades, falleciendo el 24 de mayo de 1874.

## Obra
Pedro Félix Vicuña es autor de numerosas obras, ensayos y cartas.  Su obra más destacada es "El porvenir del hombre", escrita en la clandestinidad entre 1852 y 1854. Es finalmente publicada en 1858 y reeditada en 2010. En el prólogo de la reedición, Dany Jaimovich señala que son tres los principales ejes en torno a los cuales giran las propuestas de su autor: (i) instauración del crédito público (ii) reforma agraria y (iii) defensa del sistema económico proteccionista.
También influyentes fueron sus cartas contra la filosofía económica de Jean Gustave Courcelle-Seneuil. Mientras el francés exponía sus ideas en diversos medios oficialistas, Vicuña utilizaba como tribuna “El Mercurio de Valparaíso” para manifestar su oposición, destacándose la serie de artículos escritos en 1861 para oponerse al establecimiento de bancos privados de libre emisión de papel moneda y defender la instauración de un único banco público. Estos escritos serían publicados al año siguiente bajo el título de “Apelación al Crédito Público por la Creación de un Banco Nacional”. Varias de estas ideas ya había sido expuestas en “Cartas Sobre Bancos”, obra publicada en 1845. 